# Штруксдорф
Штруксдорф (њем. Struxdorf) општина је у њемачкој савезној држави Шлезвиг-Холштајн. Једно је од 134 општинска средишта округа Шлезвиг-Фленсбург. Према процјени из 2010. у општини је живјело 659 становника. Посједује регионалну шифру (AGS) 1059082.

## Географски и демографски подаци
Штруксдорф се налази у савезној држави Шлезвиг-Холштајн у округу Шлезвиг-Фленсбург. Општина се налази на надморској висини од 19 метара. Површина општине износи 13,4 km². У самом мјесту је, према процјени из 2010. године, живјело 659 становника. Просјечна густина становништва износи 49 становника/km².